# 张重威
张重威（1901年—1975年5月），本名张垕昌，字重威，以字行，号潜园、又号默园，江苏扬州仪征人，金融家、收藏家、文史家，曾任中南银行天津分行经理、上海总行副总经理等职。张重威喜爱藏书，藏书多时超4万余册。

## 生平
张重威，原名张垕昌，號潜園、默園，“重威”时其表字，取自《论语》“君子不重則不威”。父亲张允臻辛亥革命前曾留学日本，曾任京師警察廳總務處長兼巡官警長訓練所總辦，38岁病逝于任上，张重威时年15岁。张重威20岁时，母亲也去世。张重威在少年时，曾接受十九年的旧式私塾教育，曾随沈兆奎、刘师培等学习:5。
1924年起，张重威历任扬州美汉中学和崇德女子中学的高中国文教员两年。后奉岳父殷錚命進京，于1927年进入中南银行北平分行任练习生，深受总经理胡笔江器重。1932年，张重威任天津分行襄理。1938年，升任天津分行经理，并兼管北平分行。在任期间，张重威创立中南银行平津行外汇部，获利甚厚。1948年，张重威被任命为中南银行上海总行副总经理，但因道路不通，于1949年春，携家人绕道香港，因战事独自赴任。张重威还曾兼任上海誠孚公司總經理、新裕紗廠總經理、國際飯店總經理等職。1949年上海解放后，张重威协助新任总经理黄钦书管理中南银行国内资产，期间身体健康情况恶化。1952年，张重威辞去上海职务，退出中国民主建国会，应天津市人民政府委员、天津恒源纱厂董事长边洁清的邀请返回天津，任恒源纱厂常务董事，主持工厂事务:5。
1953年，“三反五反”期间，中南银行一笔陈年烂账被揭露，因经手人推诿，最终由张重威承担赔偿责任。张重威变卖房屋进行赔偿。同年（1953年）秋，张重威被诊断为胃癌晚期。尽管医生主张保守治疗，但在张重威妻子的苦求下，金显宅于9月15日主刀为其手术，割除五分之四的胃。大病手术后，张重威放弃一切工作，潜心于古籍研究，重点集中于《大清实录》、《水经注》和版本目录学三方面。1954年，张重威一家搬入睦南道住宅，称“默园”。张重威的古籍的研究心得在其日记中多有记述，其1954年元旦至1966年8月23日间共以毛笔工楷手写《默园日记》三十三册:5。
文化大革命初，张重威收藏的4万余册珍品图书被抄，其中多明版、清初精刻本及丛书、文集，僅剩綫裝《毛泽东选集》一部。万幸的是，其藏书并未被焚毁，均被运至天津人民图书馆。1971年后，陆续归还张家。张重威后应天津市副市長周叔弢聘請，担任天津艺术博物馆鑒定委員會委員:5。
1975年5月，张重威因白血病去世，终年74岁，安葬於北京西山福田公墓:5。

## 天津旧居
张重威到天津时曾在睦南道与昆明路交口以西自建洋楼一栋。1940年代初，张重威迁居河北路疙瘩楼。后购买云南路与成都道交口住宅，1953年为偿还债务售给军事管制委员会。1954年，张重威购得该睦南道112号住宅，被称为“张重威旧居”。
张重威旧居，即今天津市睦南道112号住宅，建于1920年，砖混结构二层别墅式楼房，原房主王世明是为一个木材商，也是歌唱家李光羲的岳父。该建筑的建筑面积为490平方米，主体两层，入口为弧形。外墙缸砖清水墙，屋顶为平顶阳台，设有女儿墙。门口有石阶，门楣上筑弧状门楼。左侧（南侧）中部呈半圆形，上承阳台。楼房前后均有院子，院内筑喷水池。
文化大革命后不久，张重威舉家遷出，该院被改为天津市革命委员会副主任、六十六军军长刘政的官邸。1971年底，因政策原因，张家得以迁回被整修一新的睦南道112号:5。1976年，该楼在唐山大地震时并未受损，王德元医生、杨固之、张叔诚等亲友均曾到该楼避难。1984年，张家将此房出售。
2005年8月31日，该处民宅被公布为首批天津市历史风貌建筑，其时属天津立达集团所有。

## 著作
张重威生前曾出版过著作《谈马》一书，但影响不大。1963年，张重威自費出版沈兆奎遗集《無夢盦遺稿》:5。
去世后，其1954年1月1日至1966年8月23日间日记于2021年被凤凰出版社出版为《默园日记》，其中除日常生活，还记述有古籍校勘、学术掌故、课子读书、书画收藏鉴别等涉及经史百家的内容:1。

## 家庭
张重威的原配妻子殷敬谖出身江苏江都名门，因病早逝，育一子二女：长子家琥，长女亚男、原名家璎，次女贵男，原名家琬。继配妻子殷秀陵，原名殷爱谖，是殷敬谖的堂妹，育三子一女：三子家璩、四子家璈、五子家瑄，三女家玲。殷秀陵是曾任内政部職方司司長、湖北省烟酒公賣局局長的殷錚的长女:5。
张重威胞弟张頤昌，字養吾，曾任上海法醫研究所、公安部刑事科學技術研究所副所長兼上海第二醫學院、华东政法學院法醫學教授:5。

## 备注
1. ↑  一说建于1940年代[3]